# San Michele Mondovì
San Michele Mondovì (San Michel in piemontese) è un comune italiano di 1 889 abitanti della provincia di Cuneo in Piemonte.

## Geografia fisica

### Territorio
Il paese di San Michele, situato nella parte meridionale della provincia di Cuneo è completamente immerso nelle vallate delle Alpi Marittime, in una zona di collina ed è attraversato dal torrente Corsaglia. Dista 41 chilometri da Cuneo
Ha una superficie di 18,3 chilometri quadrati per una densità abitativa di 113,06 abitanti per chilometro quadrato. Sorge a 444 metri sul livello del mare, con il punto più elevato presso la Bicocca di San Giacomo.

### Clima
Il clima di San Michele è quello tipico della zona delle Alpi Marittime, caratterizzato da inverni freddi (la temperatura media del mese più freddo, gennaio, si attesta a +2,9 °C) e da estati calde per l'influsso del vicino Mar Ligure (la temperatura del mese più caldo, luglio, è di +22,1 °C). Gli inverni sono piuttosto nevosi.
Le precipitazioni medie annue si aggirano sugli 800 mm, media
mente distribuite in 68 giorni, con minimi in inverno ed estate e picchi massimi in primavera ed autunno.
Nella tabella sottostante sono riportate le temperature massime e minime assolute mensili, stagionali ed annuali dal 1951 ad oggi, con il relativo anno in cui queste sono state registrate. La massima assoluta del periodo esaminato di +37,4 °C è dell'agosto 2003, mentre la minima assoluta di -24 °C è del Febbraio 2012.
| MONDOVÌ (1951-2010)   | Mesi         | Mesi         | Mesi        | Mesi        | Mesi        | Mesi        | Mesi        | Mesi        | Mesi        | Mesi        | Mesi        | Mesi        | Stagioni | Stagioni | Stagioni | Stagioni | Anno  |
| MONDOVÌ (1951-2010)   | Gen          | Feb          | Mar         | Apr         | Mag         | Giu         | Lug         | Ago         | Set         | Ott         | Nov         | Dic         | Inv      | Pri      | Est      | Aut      | Anno  |
| --------------------- | ------------ | ------------ | ----------- | ----------- | ----------- | ----------- | ----------- | ----------- | ----------- | ----------- | ----------- | ----------- | -------- | -------- | -------- | -------- | ----- |
| T. max. assoluta (°C) | 23,4 (2007)  | 23,6 (1990)  | 25,4 (2002) | 25,0 (1962) | 33,2 (2009) | 36,0 (2003) | 35,8 (2004) | 37,4 (2003) | 33,4 (2006) | 27,2 (1997) | 21,4 (1957) | 23,0 (1961) | 23,6     | 33,2     | 37,4     | 33,4     | 37,4  |
| T. min. assoluta (°C) | −13,4 (1954) | −11,0 (1986) | −6,6 (2005) | −1,6 (1991) | 1,8 (1991)  | 6,0 (1997)  | 10,0 (2000) | 10,1 (1954) | 5,8 (1988)  | −1,6 (1997) | −4,0 (1995) | −9,4 (1996) | −13,4    | −6,6     | 6,0      | −4,0     | −13,4 |

## Origini del nome
L'origine del toponimo San Michele si riconduce ai longobardi, insediati nelle valli Monregalesi, che erano molto devoti al culto di San Michele Arcangelo.

## Storia
Le prime fonti scritte che parlano di San Michele risalgono al 1113. La fonte registra una donazione di un ricco signore alla chiesa del piccolo borgo di San Michele.
I primi abitanti di questi luoghi furono probabilmente i Liguri e i Romani di cui si trovano ancora testimonianze nei territori di Mombasiglio, Vico e Torre.
Data la loro disposizione geografica è facile supporre che le strade che congiungevano questi villaggi attraversassero il punto dove ora sorge San Michele Mondovì.
Si può quindi ragionevolmente supporre che proprio in questo luogo sorgessero le prime case, il nucleo originario del nostro paese.
Il nome stesso di San Michele pare debba la sua derivazione ai Longobardi, per la devozione che questi popoli ebbero per l'arcangelo Michele.
Durante questa signoria longobarda, tra il VI secolo e il IX, vivevano nella zona tre classi di coltivatori. La prima classe comprendeva i coltivatori liberi, legati ai signori solo da un contratto, l'ultima comprendeva i coltivatori dipendenti, vincolati al padrone come servi con la terra da essi coltivata. Tra queste due classi ne esisteva una terza intermedia, i massari o coloni, i cui obblighi venivano determinati dalle consuetudini locali e dalla condizione della terra da essi coltivata. Questa classe era assai numerosa.
I documenti rinvenuti, soprattutto gli statuti, sembrano accennare a queste tre classi anche nel borgo di San Michele.
La chiesa di San Michele dipendeva dai vescovi di Asti che avevano sul contado di Bredolo, oltre al potere spirituale, anche il potere civile con il titolo di Conti.
Verso la fine del X secolo i Signori di quei luoghi e di altri paesi del Piemonte e della Provenza erano riusciti a respingere l'invasione dei Saraceni e ad aiutare la popolazione a risollevarsi. Intorno ai loro castelli e alle chiese e conventi edificati con il loro appoggio crebbero i villaggi e si svilupparono agricoltura e industrie.
Si venne poi imponendo un processo livellatore nei lavoratori delle terre che li portò ad una migliore condizione con il possesso delle terre come proprie pagando solo un tributo (o censo) al Signore.
Beneficiò di questo movimento anche la classe più bassa: il Signore delle terre, per alleggerirsi del peso di sostentare i suoi servi rustici, assegnava ad essi una parte dei propri poderi perché ne godessero liberamente. Fin dal principio del 1100 anche questi coltivatori erano divenuti oramai censuari con l’obbligo di un tributo o censo che era comunque molto gravoso.
Nel secolo successivo i vescovi di Asti vennero a trovarsi di fronte due forze nuove, quella dei piccoli Signori o Vassalli e quella delle popolazioni stesse desiderose di miglioramenti.
Da questi confronti nacquero delle convenzioni e degli accordi registrati ufficialmente e alcuni di questi riguardavano proprio San Michele.
Il più antico documento che ci parli del borgo di San Michele risale al 1113 e registra una donazione che fecero alla chiesa di questo luogo alcune nobili famiglie del contado di Bredolo, a cui apparteneva anche San Michele.
Pochi anni dopo, il miglioramento delle condizioni dei coltivatori delle terre fu favorito ulteriormente dalla contesa dei comuni italiani contro gli imperatori di Germania fortemente sentito anche nel nostro territorio.
Faceva parte del Marchesato di Ceva, la cui famiglia costruì il Castello, oggi quasi del tutto diroccato.
Questo movimento portò sia i Signori feudali che il vescovo d'Asti a concedere maggiori libertà alle popolazioni per conservarne l'amicizia e la fedeltà.
In seguito molti di loro, desiderando una vita ancora più libera e indipendente, si staccarono dal Vescovo di Asti e si rifugiarono sul Monte di Vico.

Fondarono così la nuova comunità del Monteregale che possedeva un governo tutto proprio.
(Giosuè Carducci)
È anche da ricordare la storica battaglia napoleonica avvenuta il 19 aprile 1796 nelle rive del Corsaglia e per tutto il paese tra le truppe austro-piemontesi e quelle napoleoniche. Rimangono ancora adesso ricordi e fonti di quella battaglia, sia scritte, la lode di Giosuè Carducci Bicocca di San Giacomo (nella raccolta Rime e ritmi), sia materiali, come il ponte che ora collega gli impianti sportivi al paese (nei pressi della Cappella di Santa Lucia).

### Simboli
Lo stemma del Comune di San Michele Mondovì è rappresentato da uno scudo sannitico, recante san Michele arcangelo con la spada e la sua caratteristica bilancia, sormontato dalla corona da Comune e contornato da rami di quercia e alloro, legati insieme con un nastro tricolore. Lo stemma è stato concesso con decreto del presidente della Repubblica del 7 novembre 2005.
Il gonfalone è un drappo di giallo con la bordatura di azzurro.

## Monumenti e luoghi d'interesse

### Architetture civili

#### Castello
Ormai dell'antico castello rimangolo solo le rovina, che comunque richiamano la maestà dell'edificio, che sormontava tutto il paese dalla collina.

#### Palazzo del Re
Degna di apprezzamento storico è anche il "Palazzo del Re" dove un tempo i Savoia e particolarmente Vittorio Emanuele II venivano per alloggiarvi, cambiare i propri cavalli con cavalli riposati e ripartire in direzione della Reggia di Valcasotto.

#### Piazza Umberto I

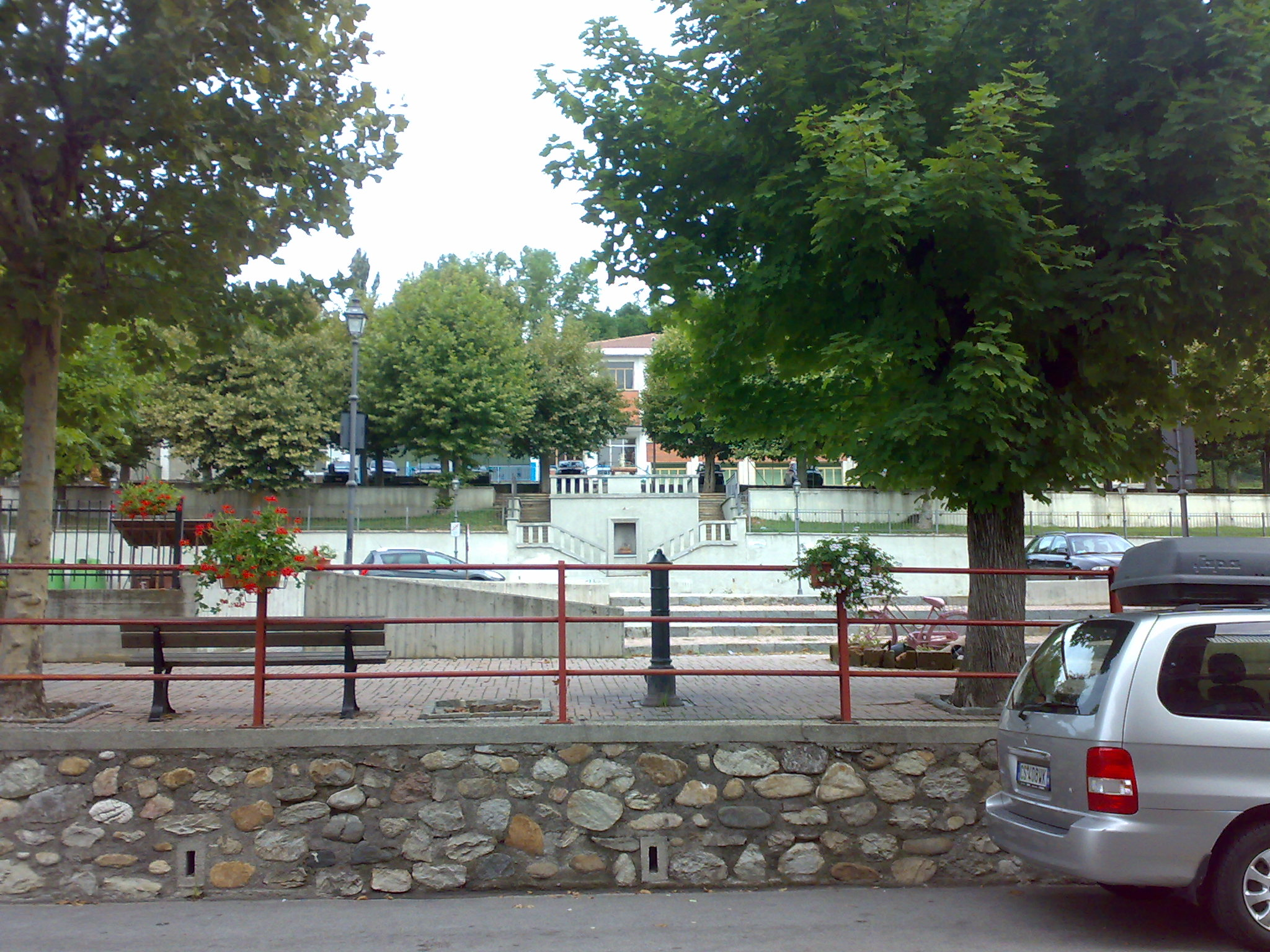
Piazza Umberto I, la piazza principale del paese

La piazza principale del paese è piazza Umberto I. Venne costruita in epoca fascista, si notano infatti l'ampio spazio, la terrazza e l'architettura tipica di quel periodo storico.

### Architetture religiose

#### Chiesa di San Michele Arcangelo
La chiesa parrocchiale di San Michele è dedicata a san Michele Arcangelo, santo protettore del paese che porta il suo nome.

#### Chiesa di San Paolo
Importante è anche la chiesa di San Paolo, una delle più grandi frazioni di San Michele.
Essi è molto simile come struttura alla chiesa di San Michele.

#### Cappelle e piloni
In tutto il territorio comunale vi sono numerose cappelle e piloni votivi risalenti dal XIV secolo in poi.
Invece la cappella di San Giovanni si ritiene molto più antica.
Le cappelle in tutto sono undici: le cappelle di San Giovanni, di Santa Lucia, della Madonna delle nevi, di Sant'Antonio e Magno, del Buon Gesù, di San Gervasio e Protasio, di San Bernardino, di San Sebastiano, della Madonna di Guarene, di San Bernardo (ormai diroccata) e di San Giacomo alla Bicocca.
In ogni cappella affiorano dipinti, in buona parte recentemente oggetto di restauro conservativo.

## Società

### Evoluzione demografica
Abitanti censiti

### Etnie e minoranze straniere
Secondo i dati Istat al 31 dicembre 2017, i cittadini stranieri residenti a San Michele Mondovì sono 248, così suddivisi per nazionalità, elencando per le presenze più significative:
1. Marocco, 129
2. Romania, 24

### Religione
La parrocchia del paese appartiene alla Diocesi di Mondovì.

## Cultura

### Istruzione
Sul territorio comunale esistono tre scuole, la scuola materna, le elementari e le medie.
Nel paese ha anche sede l'istituto comprensivo che comprende le scuole di San Michele Mondovì, Vicoforte e Serra Pamparato.

## Economia
San Michele è sempre stato un paese agricolo, come del resto tutti i comuni limitrofi.
La principale fonte di sostentamento derivava dalla coltivazione dei campi (a cereali o a vite) o dalla pastorizia e, quindi, dalla produzione di latte, formaggi, burro e altri prodotti caseari.
Negli ultimi decenni invece queste attività sono state sempre più evitate e ora quasi nessuno pratica questo genere di lavoro.
Dai primi anni '60 si è insediato a San Michele un insediamento industriale per l'estrazione del tannino dai legnami di castagno. Tuttora è la maggiore realtà industriale di queste valli.

## Infrastrutture e trasporti

### Strade
Il paese viene costeggiato dalla Strada statale 28 del Colle di Nava.
All'interno, la strada principale è via Angelo Nielli, che percorre il paese dall'inizio (quando la statale si divide, formando appunto via Nielli) alla fine, quando la strada si ricongiunge con la Statale. Poco prima della fine del paese, via Nielli si incrocia con via Rocchini, la Strada Provinciale che porta a Niella Tanaro.

### Ferrovie
San Michele è servita dalla fermata di Vicoforte-San Michele, ex stazione posta lungo la ferrovia Torino-Savona servita da treni regionali svolti da Trenitalia nell'ambito del contratto di servizio stipulato con la Regione Piemonte.
Fino al 1953 il collegamento con la stazione era svolto mediante la tranvia elettrica Mondovì-San Michele.

### Aeroporti
L'aeroporto più vicino a San Michele è quello di Levaldigi.

## Amministrazione

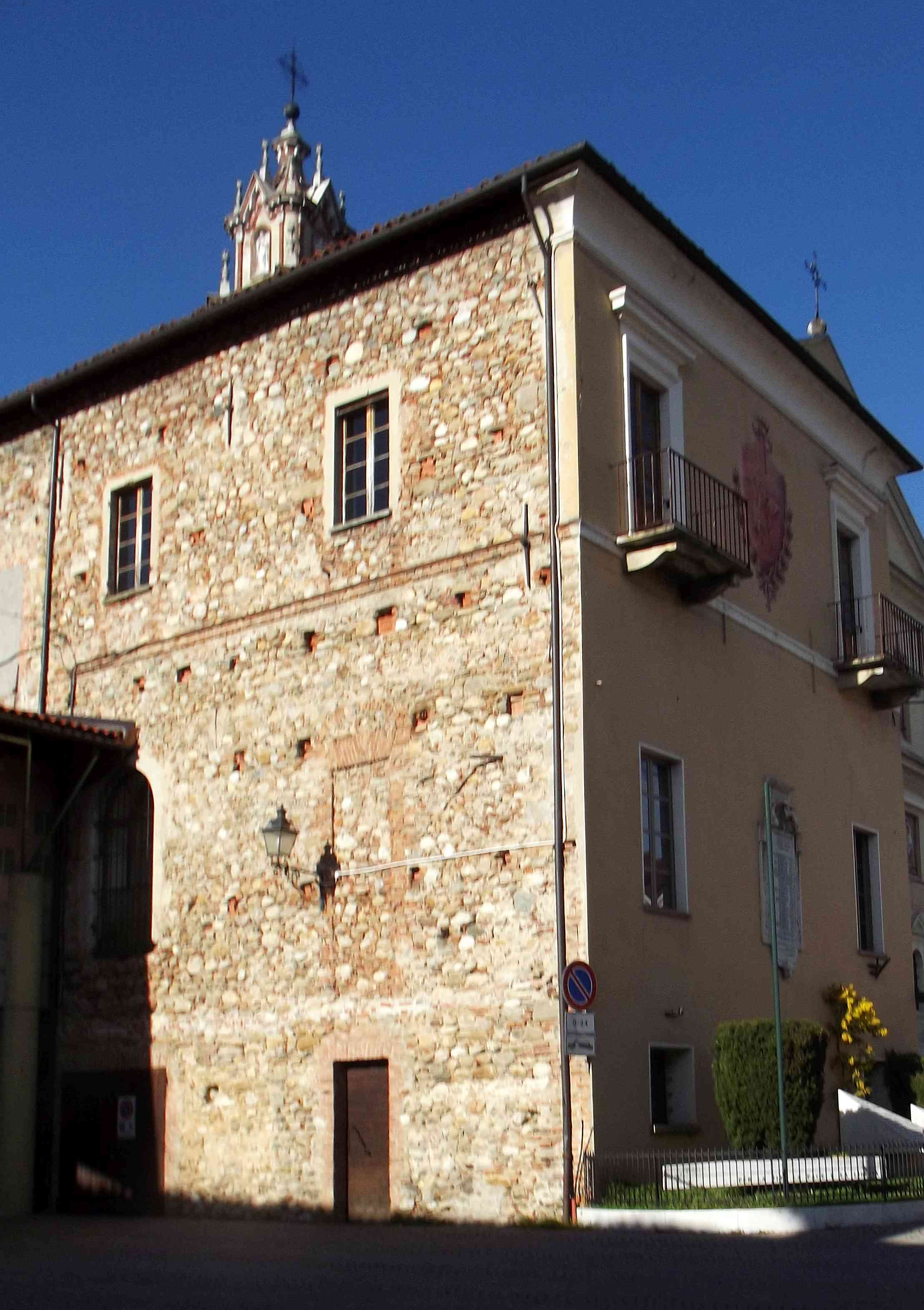
Il municipio

Il municipio è sito in via Roma 1.

### Sindaci dal dopoguerra ad oggi
| Periodo | Periodo | Primo cittadino     | Partito      | Carica  | Note |
| ------- | ------- | ------------------- | ------------ | ------- | ---- |
| 1946    | 1956    | Ermete Marenco      | Lista civica | Sindaco |      |
| 1956    | 1960    | Giuseppe Botto      | Lista civica | Sindaco |      |
| 1960    | 1975    | Giuseppe Sordo      | Lista civica | Sindaco |      |
| 1975    | 1985    | Costantino Plazzi   | Lista civica | Sindaco |      |
| 1985    | 2004    | Donato Baravalle    | Lista civica | Sindaco |      |
| 2004    | 2013    | Fulvio Ruffa        | Lista civica | Sindaco |      |
| 2013    | 2023    | Domenico Michelotti | Lista civica | Sindaco |      |
| 2023    | -       | Daniele Aimone      | Lista civica | Sindaco |      |

### Altre informazioni amministrative
Il comune fa parte della Unione Montana del Monte Regale.

## Sport
San Michele possiede alcuni impianti sportivi, il campo da tennis, il campetto da calcio, il campo da calcio, il campo da calcetto,un campo da beach volley e due campi per il gioco delle bocce.